# Gajówka (województwo warmińsko-mazurskie)
Gajówka – osada leśna w Polsce położona w województwie warmińsko-mazurskim, w powiecie iławskim, w gminie Lubawa.
W latach 1975–1998 miejscowość należała administracyjnie do województwa olsztyńskiego.